# Кардум, Иван
Иван Кардум (хорв. Ivan Kardum; 18 июля 1987, Осиек, Югославия) — хорватский футболист, вратарь литовского клуба «Судува».

## Карьера
Начинал заниматься футболом в команде «Термия» (Бизовац), откуда в 2003 году перешёл в молодёжную команду «Осиека». На взрослом уровне дебютировал находясь в аренде в клубах низших лиг Хорватии «Вуковар 91» и «Графичар-Водовод». С 2009 года стал основным игроком «Осиека» и провёл в составе клуба 77 матчей в высшей лиге Хорватии. Зимой 2012 года подписал контракт с австрийским клубом «Аустрия», однако пробиться в основной состав команды не смог. За два с половиной года в «Аустрии» Кардум сыграл лишь в двух матчах Кубка Австрии. Так и не сыграв в Бундеслиге, в августе 2014 года вернулся в Хорватию, где подписал контракт с клубом «Славен Белупо». Зимой 2016 года перешёл в литовский клуб «Судува».

## Достижения
«Судува»
- Чемпион Литвы (2): 2017, 2018
- Обладатель Суперкубка Литвы (2): 2018, 2019